# Elaeocarpus hypadenus
Elaeocarpus hypadenus là một loài thực vật có hoa trong họ Côm. Loài này được Miq. mô tả khoa học đầu tiên năm 1861.